# Милан Нешковић
Милан Нешковић (Ваљево, 1985) српски је позоришни редитељ и универзитетски професор.

## Биографија
Нешковић је рођен у Ваљеву, студирао је и дипломирао 2011. године на катедри за позоришну и радио режију на Факултету драмских уметности у Београду, у класи проф. Николе Јевтића и проф. Алисе Стојановић.
Дипломирао је као први студент Факултета драмских уметности у некој од земаља Европске уније, са праизведбом представе „Шине“, Милене Марковић у позоришту „Тартини“ у Словенији.
Био је уметнички сарадник професорки Алиси Стојановић током пријемног испита на катедри за позоришну и радио режију Факултета драмских уметности у Београду 2009.
Изабран је у звање доцента 2016. на Академији уметности у Београду.
Ангажован је на месту редитеља драме у Народном позоришту у Нишу (2014—2015), креативни директор интернационалног филмског и музичког фестивала „Кустендорф” (2012—2014). Од 2012. модератор и аутор свих радионица ”Кустендорф фестивала”. Један од пет оснивача и руководилац Миксер фестивала, највећег фестивала креативности и иновативности у овом делу Европе (2009—2014).
Он је оснивач и креативни директор међународног фестивала руске музике „Бољшој”.
Радио је као асистент редитеља Емира Кустурице на филму „На млечном путу” 2013—2016. У истом филму је тумачио улогу пилота.

## Награде
- Награда ”Јоаким Вујућ” за најбољу дечију представу у Србији 2010. године
- Бијенална награда ”Љубомир Муци Драшкић” за најбољег редитеља на Београдским сценама у 2014. и 2015. години
- Награда за најбољу представу у целини на интернационалном фестивалу ”Брчко 2015”
- Стеријина награда за режију, 2021.[4][5]

## Театрографија
- М. Млађеновић, „Маестро“, Народно позориште Сомбор, 2017.
- Петар Михајловић “Швајцарска“, Народно позориште Републике Српске, 2017.
- Борисав Станковић „Ружа увела“, Позориште „Бора Станковић“, Врање, 2017.
- Жељко Хубач ”Берлински зид”, Београдско драмско позориште 2016.
- Александар Поповић ”Мрешћење шарана”, Атеље 212 2016.
- Дејан Дуковски „Прометејев пут“, „Дорћол плац”, 2016.
- Александар Поповић ”Бела кафа”, Народно позориште у Београду 2015.[6]
- Момчило Настасијевић ”Код вечите славине”, Народно позориште у Београду 2014.
- Ласло Вегел ”Шофери”, Народно позориште Ниш 2014.
- Бранислав Нушић ”Деветстопетнаеста”, Крушевачко поѕориште 2013.
- Огњен Обрадовић ”Недеља, јуче, данас, сутра” Београдско драмско позориште 2012.
- Вилијем Шекспир ”Комедија забуне”, Народно позориште Суботица 2011.
- Бека Савић ”Бен”, по мотивима бајке Моме Капора ”Сања”, БДП 2010.
- Александар Поповић ”Црвенкапа”, Народно позориште Ужице 2009.
- Артур Шницлер ”Вртешка”, Београдско драмско позориште 2009.
- Милена Марковић ”Шине”, Гледалишче Тартини, Пиран, Словенија 2008.
- Деана Лесковар ”Три чекића, о српу да и не говоримо”, Позориште Дадов 2008.
- Владимир Ђурђевић ”Балада о Пишоњи и Жуги”, Звездара театар 2007.
- Димитрије Војнов ”72 девице”, Позориште Дадов 2007.
- Ентони Барџис ”Паклена поморанџа”, Позориште Дадов 2006.
- Редитељ догађаја ”Побуњени анђели”, централне манифестације обележавања 100 година почетка Великог рата, Видовдан 2014, Андрићград, са директним преносом на две националне, и девет локалних телевизија.
- Нечиста крв, Народно позориште, 2019.